# Taylor's Port

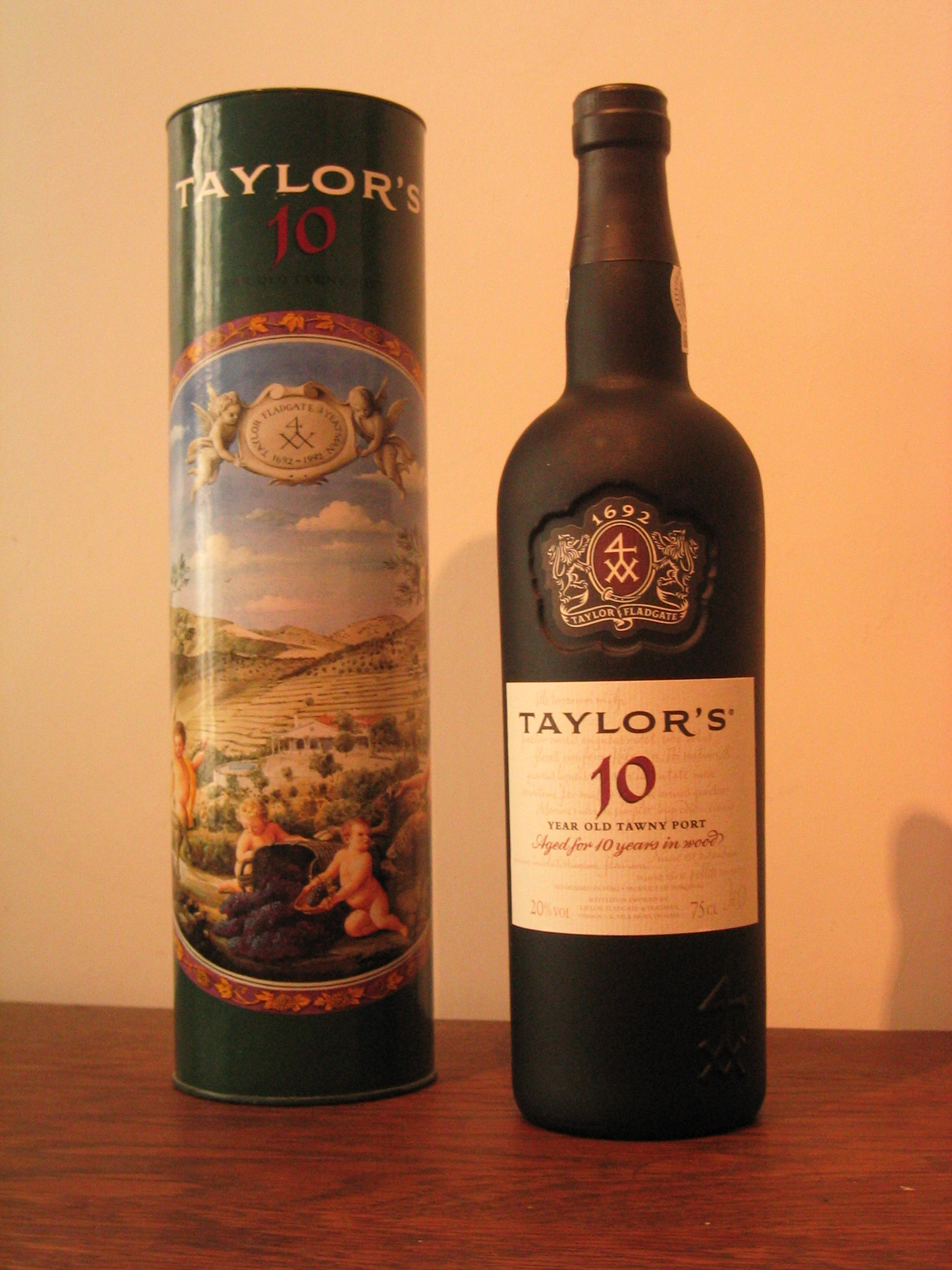
Bouteille de Tawny 10 ans d'âge

Fondée en 1692, la Maison Taylor est la dernière fabrique familiale de vin de Porto. Elle a son siège à Vila Nova de Gaia, comme la plupart des autres producteurs de porto, où ses vins vieillissent dans des chais anciens. Cependant, le reste du processus de production s'effectue sur les hauteurs de la vallée du Douro, dans les Quintas de Vargellas (164 ha.) et de Terra Feita (116 ha.).

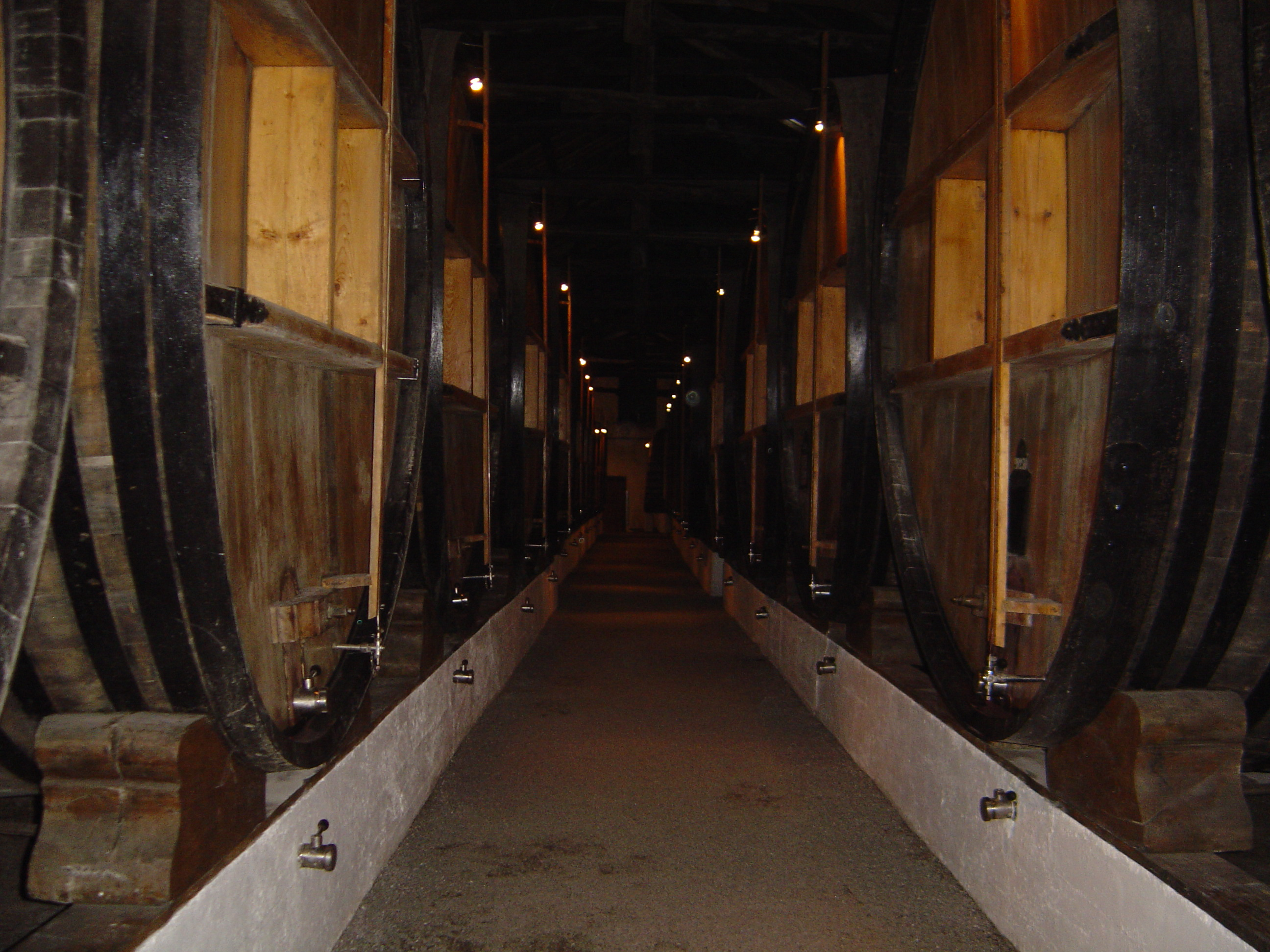
La cave
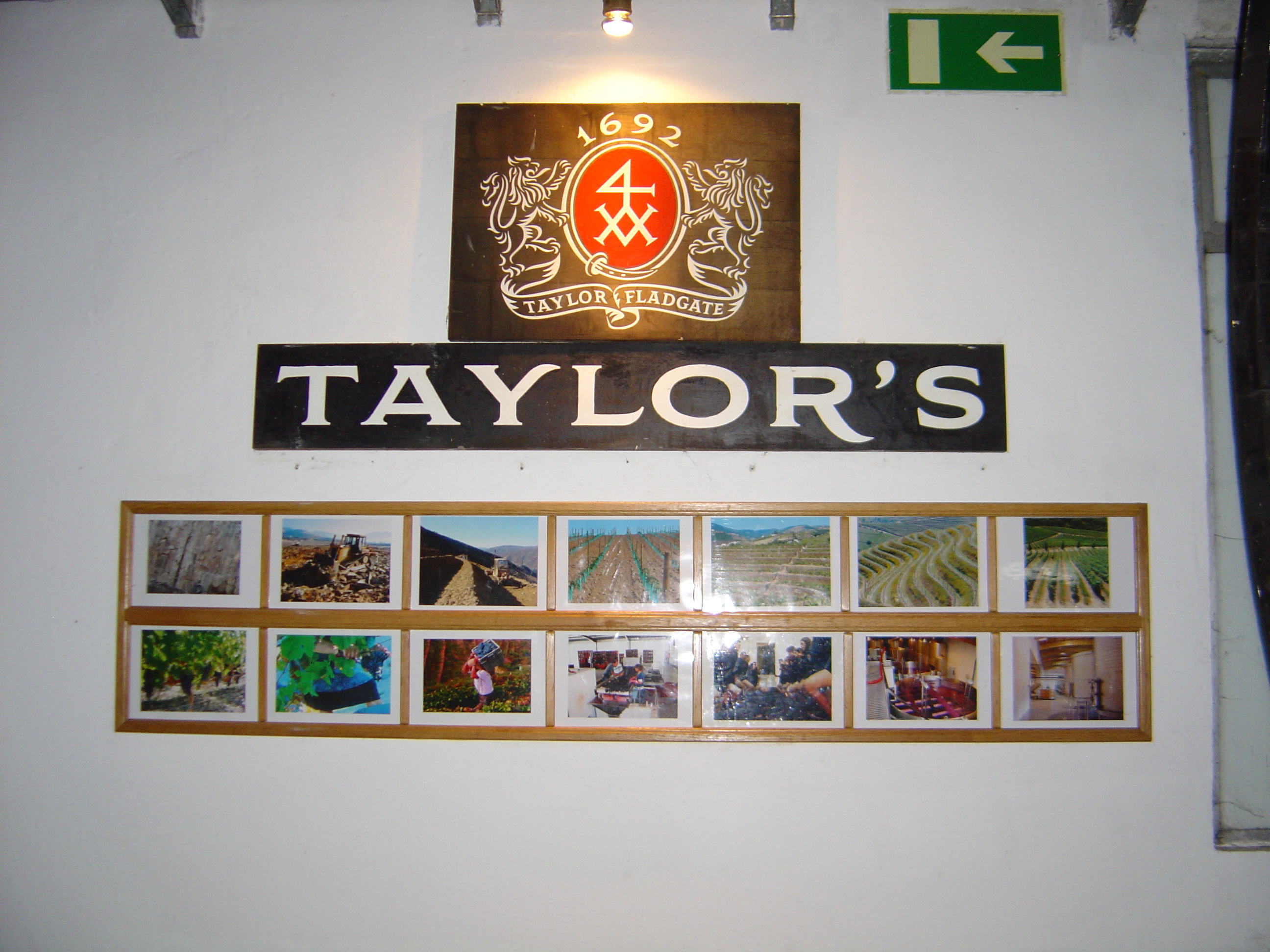
Le blason